# Tasmannia insipida
Tasmannia insipida es una especie de arbusto perteneciente a la familia Winteraceae nativa de Australia.

## Descripción
Es un arbusto que alcanza un tamaño de 1-3 m de altura. Las hojas son lanceoladas, agudas, de 8-20 cm de largo, y de 15-35 mm de ancho, rara vez llega a  50 mm, la base truncada y por lo general son auriculadas, glabras, de color verde y brillante en ambas superficies, con pecíolo de 2-4 mm de largo. Los pétalos de 5-10 mm de largo, de color blanco. Carpelos sésiles, solitarios, con 15-40 óvulos. El fruto es una baya ± ovoide, de 12-20 mm de largo, generalmente de color morado, a veces blanco con manchas rojas.

## Distribución y hábitat
Se distribuye por la costa y zonas adyacentes, por lo general en o cerca de la selva, al norte del distrito de Moruya, en Queensland.

## Taxonomía
Tasmannia insipida fue descrita por R.Br. ex DC. y publicado en Regni Vegetabilis Systema Naturale 1: 445, en el año 1817.
Sinonimia
- Drimys insipida Raoul basónimo[4]